# Cascine Guascona e Guasconcina

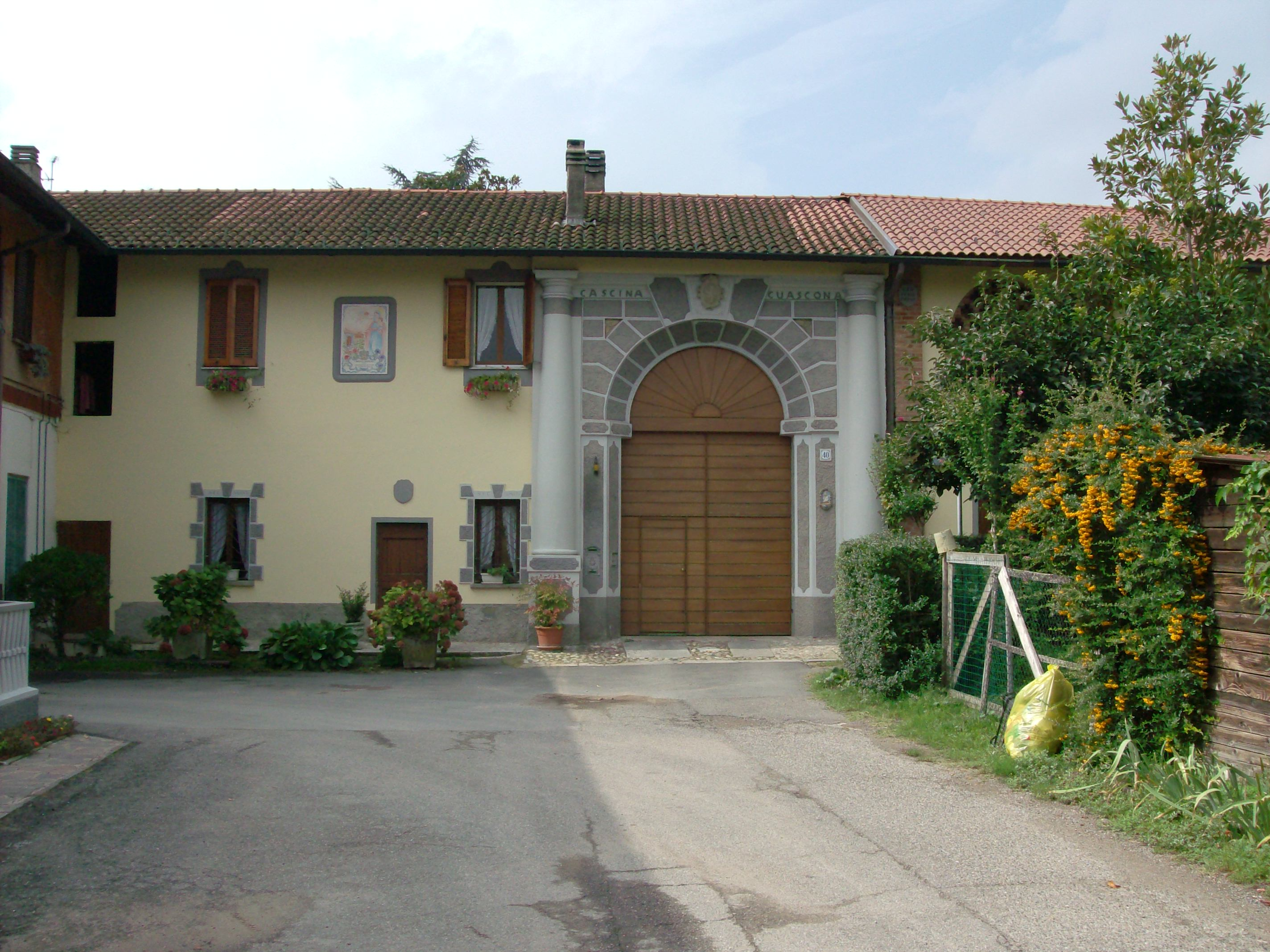
La Cascina Guascona

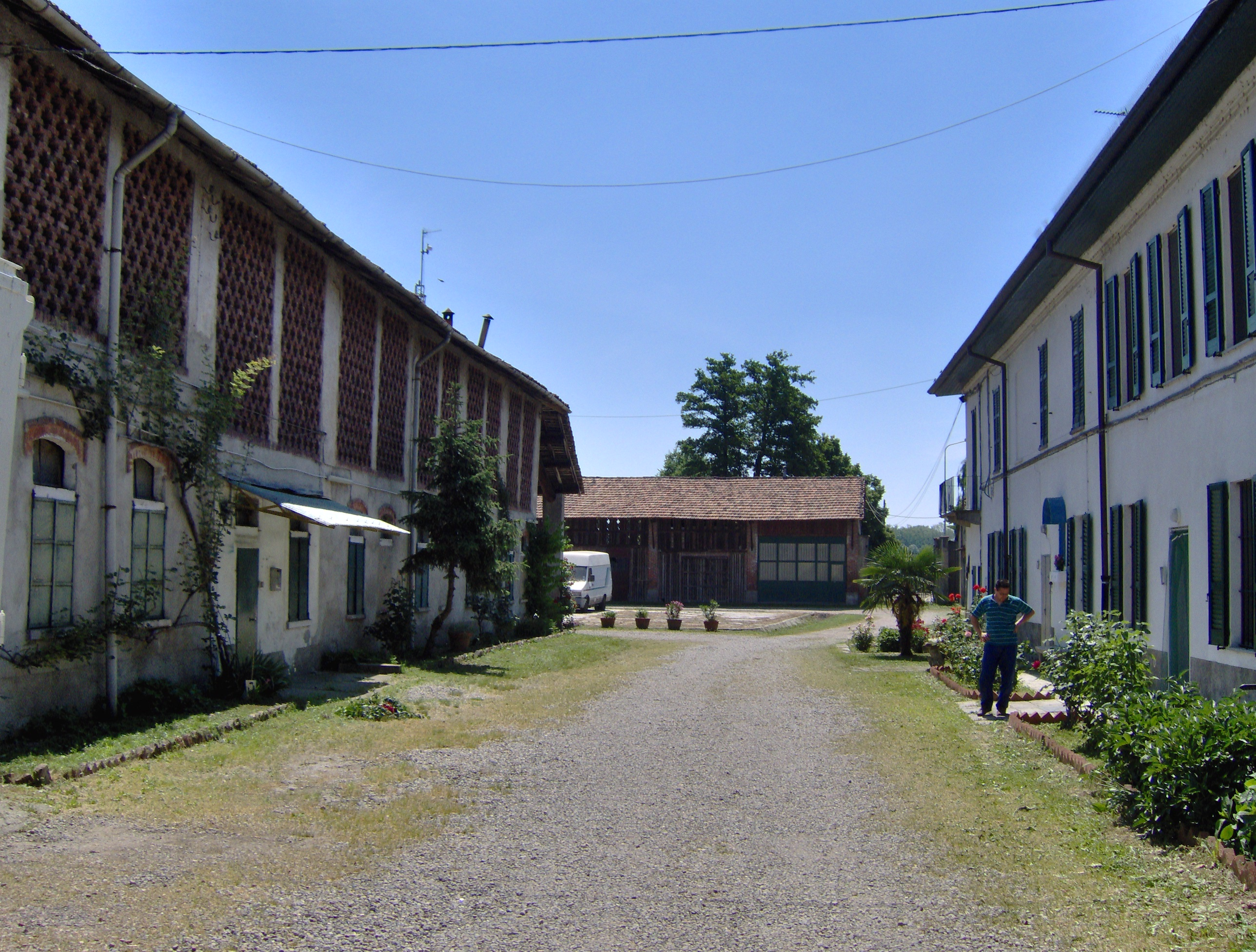
la Cascina Guasconcina

Le Cascine Guascona e Guasconcina sono delle cascine di origine quattrocentesca che si trovano nel territorio di Muggiano (attualmente quartiere di Milano).
Un tempo le località Guascona, Guasconcina ed Assiano erano frazioni dell'autonomo comune di Muggiano che era dotato di una propria amministrazione.

## Storia

### Dalle origini al XIX secolo

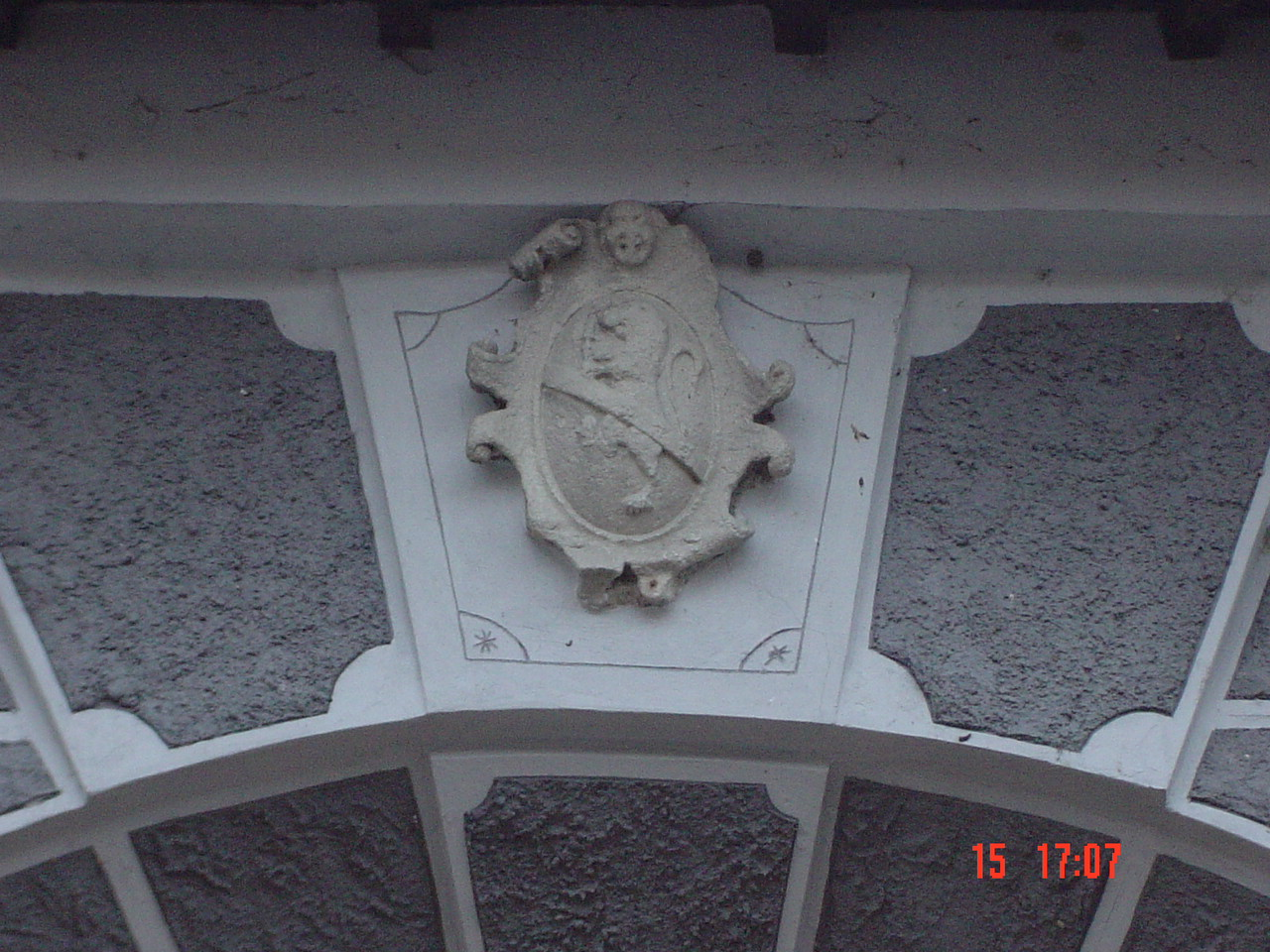
Stemma della famiglia Caravaggio nel portale della Cascina Guascona

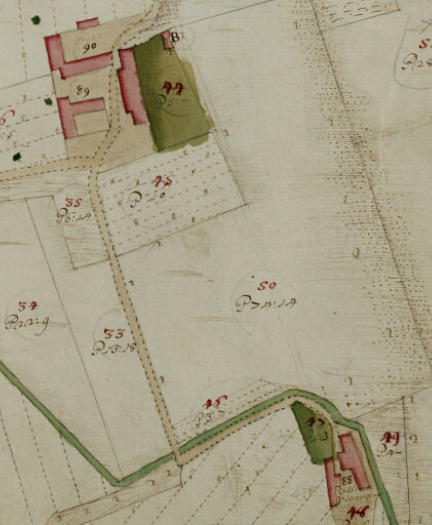
Le Cascine Guascona e Guasconcina nel Catasto Teresiano. Con la lettera B è indicata la chiesetta dedicata a San Rocco, oggi scomparsa

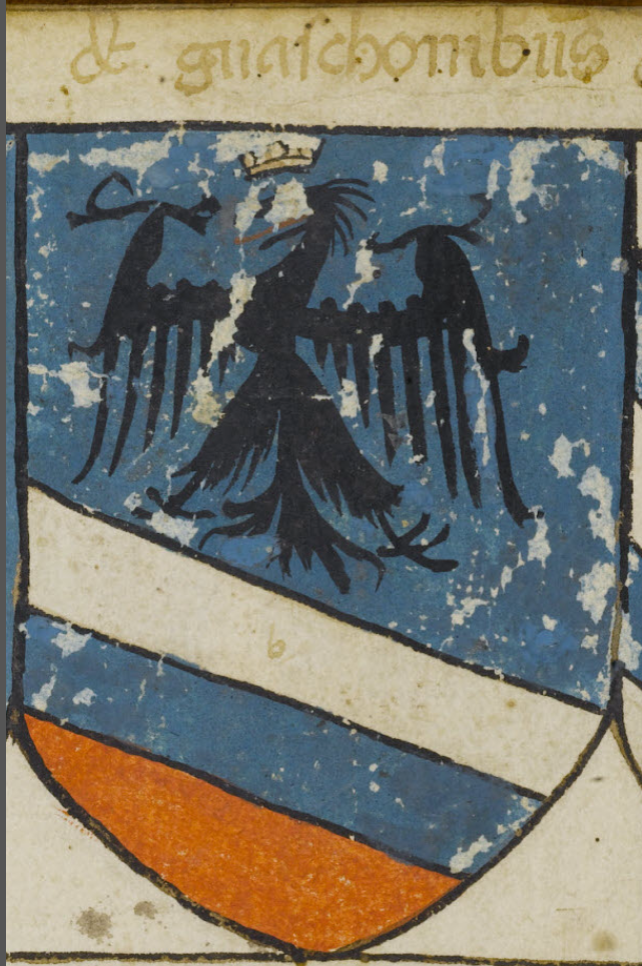
Stemma della nobile famiglia Guasconi, dalla quale derivano i nomi delle cascine

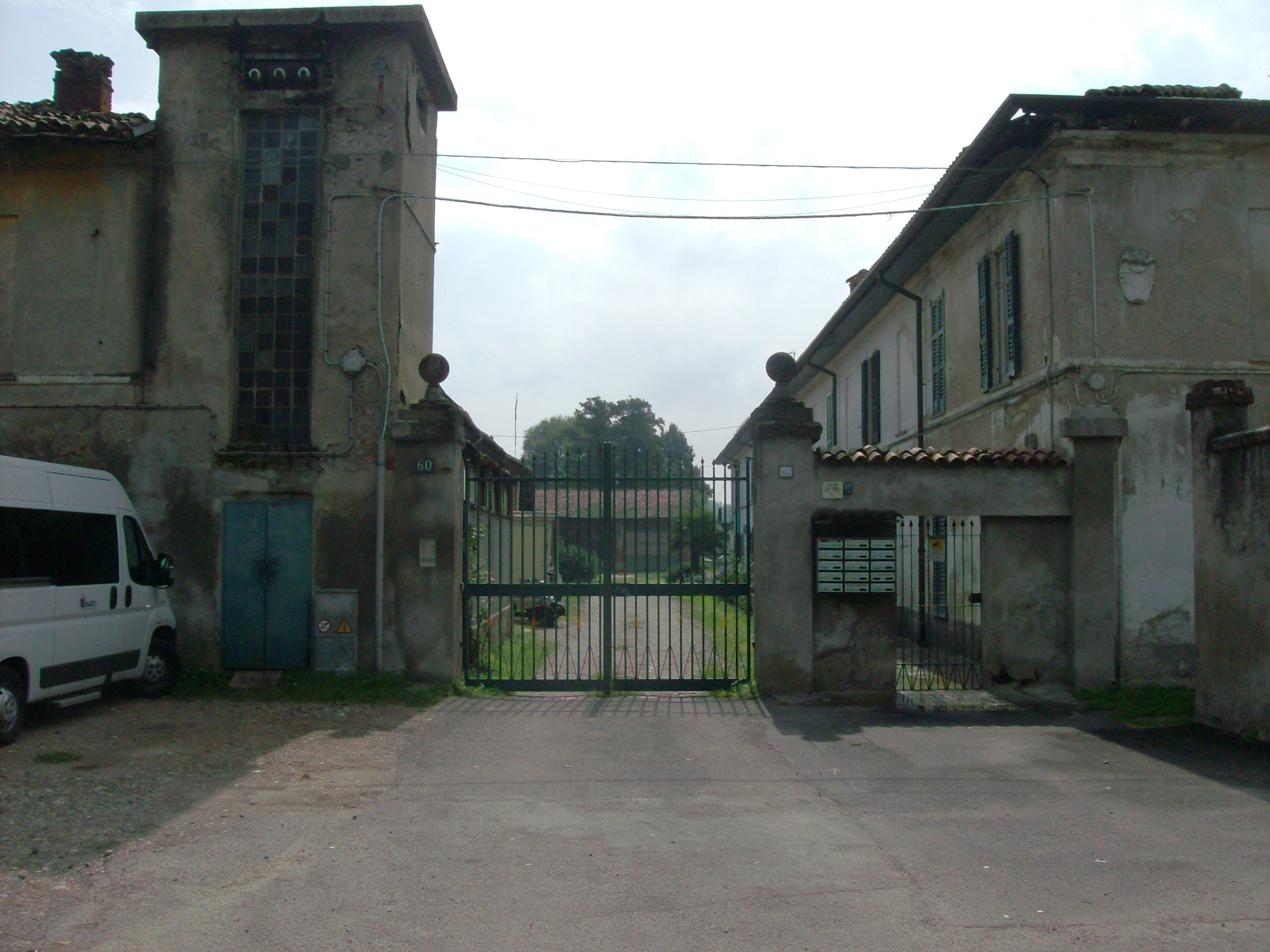
La facciata della Cascina Guasconcina

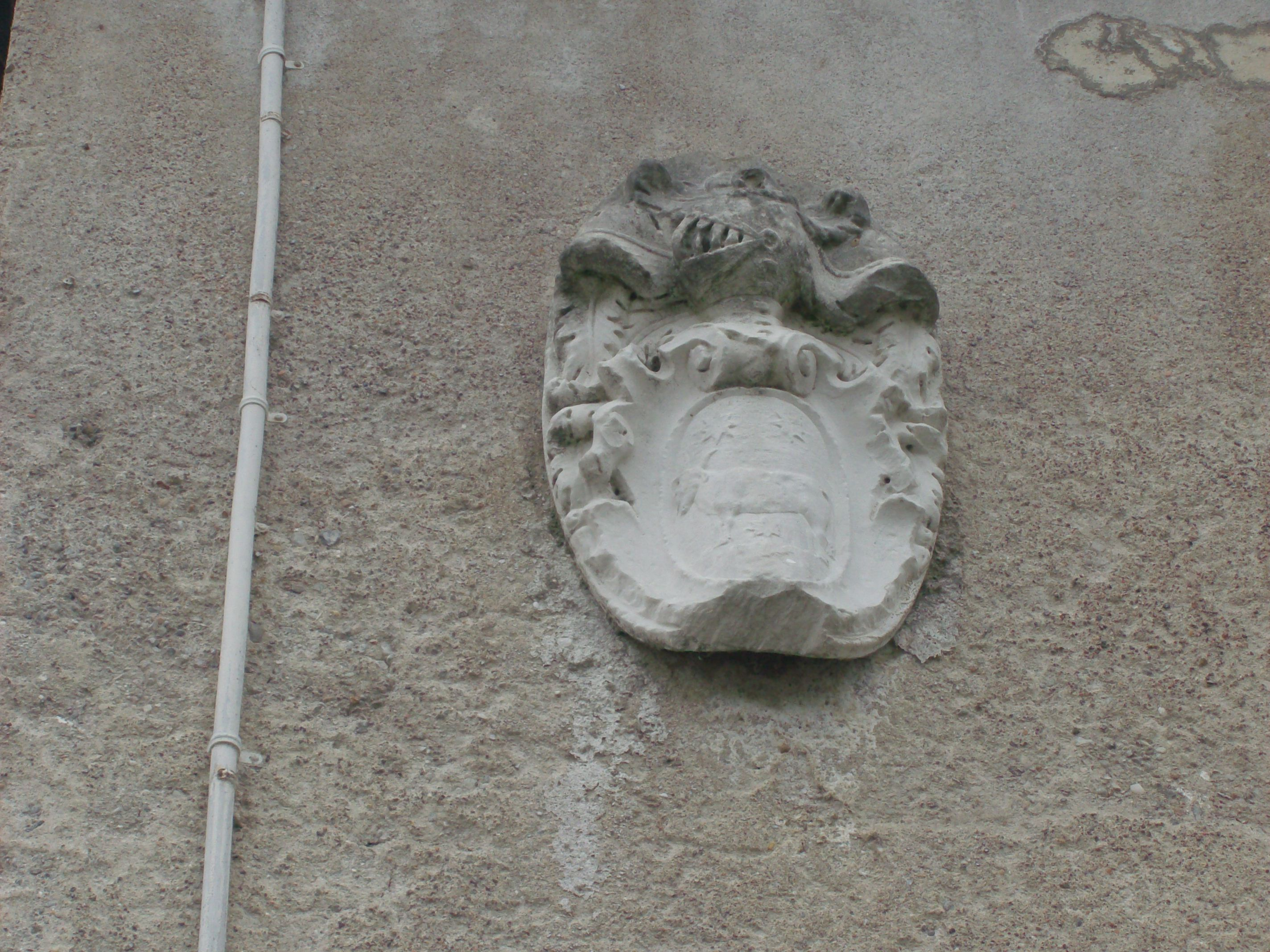
Stemma della nobile famiglia del Bue nella facciata della Cascina Guasconcina

La Cascina Guascona è costituita da due cortili chiusi e comunicanti tra loro: il primo, che è il più piccolo e il più antico, consiste in una sorta di corte fortificata che comprende la casa padronale; il secondo, che è più spazioso, è l'aia sulla quale si affacciavano le case dei contadini e tutte le strutture utilizzate per il lavoro agricolo (stalle, fienili, magazzini ecc.).
Il nome Guascona deriva dai primi proprietari i “De Guasconibus“, come è attestato da una pergamena datata 1472. La Cascina Guascona è stata dimora di villeggiatura di diverse famiglie nobili. Tra il XVI e XVII secolo la famiglia Guasconi cedette la proprietà alla famiglia Caravaggio.
La Cascina Guascona è citata per la prima volta in un documento datato primo luglio 1553 riguardante le proprietà dei Canonici di Sant'Ambrogio Maggiore in Assiano.
Da uno "stato delle anime" risalente al 1574, conservato nell'Archivio arcivescovile di Milano, risulta che alla Cascina Guascona abitavano allora 37 persone e alla Guasconcina 10 persone. Si tratta del primo documento dove viene citata la Cascina Guasconcina.
La facciata della cascina Guascona è costituita da un grande portale monumentale, fiancheggiato da colonne e sormontato dallo stemma gentilizio della famiglia Caravaggio. Un altro stemma nobiliare è presente su un camino nel piano terra. Esisteva anche una piccola cappella alla Cascina Guascona, con campanile e sacrestia, dedicata a San Rocco, ma di essa si è persa ogni traccia.
Nel 1722 la Cascina Guascona era di proprietà del sig. Pietro Paolo Caravaggio e la Cascina Guasconcina apparteneva al sig. Francesco Maria Della Porta.
Nel 1753 entrambe le cascine e due mulini erano di proprietà delle sorelle Della Porta.
Nel 1821 la Cascina Guasconcina veniva pignorata da Ambrogio Bazzero a danno di Giulio Jacchetti. La suddetta possessione nel 1822 era costituita da un caseggiato per l’abitazione del fittabile e dei coloni, da prati e da fondi agricoli con terreni arativi e vigneti .
Il 27 novembre 1823 Bernardo Merini vendeva a Gaetano Banfi la Cascina Guascona, posseduta anteriormente da Faustina Novati Calchi Barattieri.
Nel 1887 era proprietario della Cascina Guascona il sacerdote Prof. Dott. don Giulio Monti, figlio del fu Giuseppe, che donò un terreno per la costruzione del cimitero di Muggiano nel quale è sepolto. La Cascina Guasconcina era invece di proprietà del nobile Luigi Pietro Giuseppe del Bue (nato a Cremona il 20 febbraio 1822 e deceduto a Milano il 3 ottobre 1898), cavaliere d'onore e di devozione del Sovrano Militare Ordine di Malta, cavaliere dell'Ordine della Corona d'Italia, regio segretario di prefettura a riposo e già regia guardia nobile lombardo - veneta. Quest'ultimo era figlio del nobile Giovanni Francesco del Bue (nato a Mantova il 19 marzo 1796 e deceduto a Cremona il 20 gennaio 1857) e della nobile Elisa Riondet de Falieuse (nata a Lione il 18 gennaio 1800 e deceduta a Milano il 5 dicembre 1859).

### Dal XX secolo ad oggi

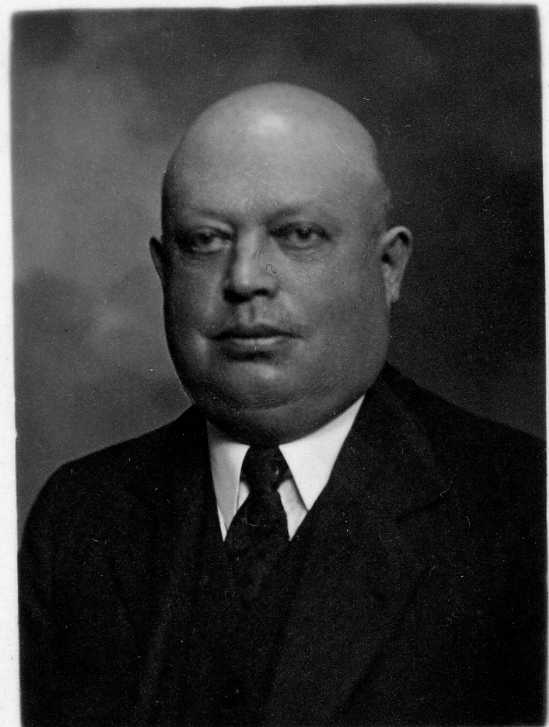
Il Cav. Rag. Carlo Aliprandi che acquistò nella prima metà del XX secolo le Cascine Guascona e Guasconcina

Nel febbraio del 1900 moriva nella Cascina Guascona all'età di 75 anni il prof. sac. don Giulio Monti. Fu cappellano dell'esercito nelle campagne del 1860-61; fu poi per 24 anni direttore del Riformatorio Spagliardi per i liberati dal carcere, dove istituì gli insegnamenti di musica e disegno. A 50 anni si iscrisse alla Regia Accademia scientifico-letteraria di Milano, conseguendo i diplomi di belle lettere e storia e dedicandosi quindi all'insegnamento e all'agricoltura.
Il 1º aprile 1904 un incendio, sviluppatosi per causa ignota alla Cascina Guascona di proprietà dei fratelli Monti, distruggeva 12 stalle coloniche con un danno di circa lire 20.000.
Il 19 marzo 1924, per spontanea combustione del fieno, si sviluppava alle ore 23:00 un incendio nella Cascina Guascona, di proprietà dell'Ing. Tommaso Monti dimorante a Milano in via S. Dalmazio 4. Erano andati distrutti attrezzi rurali, fieno e paglia per oltre 30.000 lire.
In seguito le Cascine Guascona e Guasconcina venivano acquistate dal Cav. Rag. Carlo Aliprandi (nato ad Affori ed Uniti il 1º ottobre 1881 e deceduto a Busto Arsizio il 26 giugno 1943), sindaco di Affori dal 1910 al 1913, procuratore generale del Cotonificio "Vittorio Olcese" e membro del Comitato d'Appello presso la Camera Arbitrale Cotoni Sodi. Quest'ultimo apparteneva al ramo della nobile famiglia Aliprandi che discende dal nobile Giulio Cesare Aliprandi, figlio di Gaspare, ammesso nel 1584, con prove di nobiltà, nel Collegio dei Nobili Giureconsulti di Milano, fratello di Luigi Aliprandi ricevuto nel 1587, con prove di nobiltà, nell'Ordine di Santo Stefano Papa e Martire.
Nel 1936 Carlo Aliprandi ristrutturò la Cascina Guasconcina.
Gli Aliprandi sono stati gli ultimi unici proprietari delle cascine: nel 1950 il figlio del predetto Carlo, Gianlodovico Aliprandi (nato il 25 luglio 1927 a Milano e deceduto a Monza il 21 dicembre 1988), la sorella Regina (nata a Milano il 14 ottobre 1929 e deceduta ivi il 16 maggio 1950) e la loro madre Ersilia Scolari (nata a Livraga il 15 febbraio 1891 e deceduta a Genova il 23 giugno 1968), frazionandola, vendettero la cascina Guascona ai loro affittuari. Altri terreni vennero venduti negli anni successivi.
La parte della Cava di Muggiano sita in territorio di Milano è stata scavata su terreni che erano di pertinenza della Cascina Guascona. La suddetta cava, di proprietà privata e ancora attiva nel 1973, oggi è in gran parte di proprietà comunale. In via Martirano, frazione Cascina Guascona, è presente un'unità locale dell'Immobiliare Cave Sabbia di Trezzano S.r.l. dei sig.ri Lavatelli che utilizza una parte della cava per il trattamento e lo smaltimento di rifiuti non pericolosi.
I terreni della Guasconcina vennero venduti principalmente in parte al Comune di Milano nel 1960 e il resto all'Impresa Ing. Lodigiani S.p.A. il 7 gennaio 1966 con rogito del Notaio Giuseppe Gallizia. Alcune vendite minori di terreni vennero effettuate a favore dei sig.ri Masciocchi e Nosari nel 1964. La Cascina Guasconcina venne invece venduta agli ex fittavoli Chiesa nel 1966.
Una parte dei terreni, che un tempo erano di pertinenza della Cascina Guasconcina, sono stati usati dall'Impresa Ing. Lodigiani S.p.A per creare la "Cava presso Cascina Guasconcina", utilizzata dalla medesima impresa per la costruzione dell'Autostrada Tangenziale Ovest di Milano. In seguito la ex cava divenne una riserva di pesca denominata "Lago dei Cigni". Con altri terreni della Guasconcina venne costituito il Parco della Cava di Muggiano.

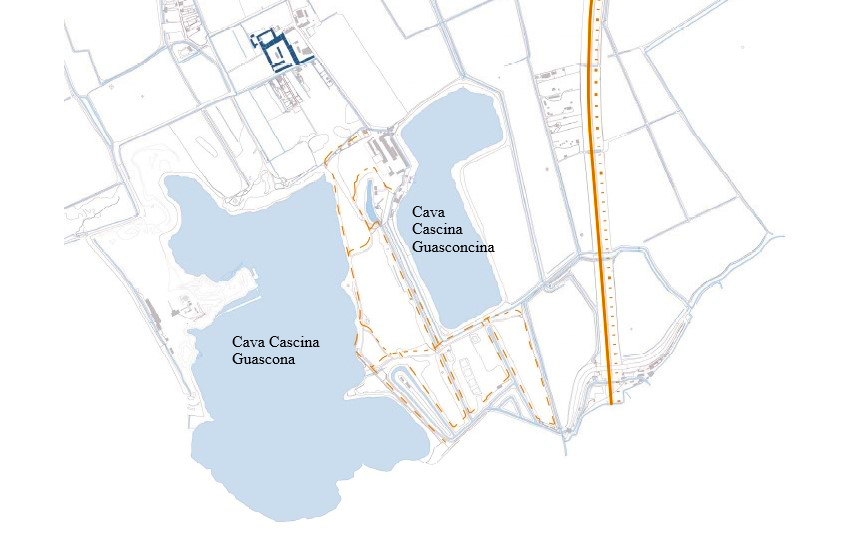
La Cava Cascina Guascona detta anche Cava di Muggiano e la Cava Cascina Guasconcina nota anche con il nome di "Lago dei cigni"
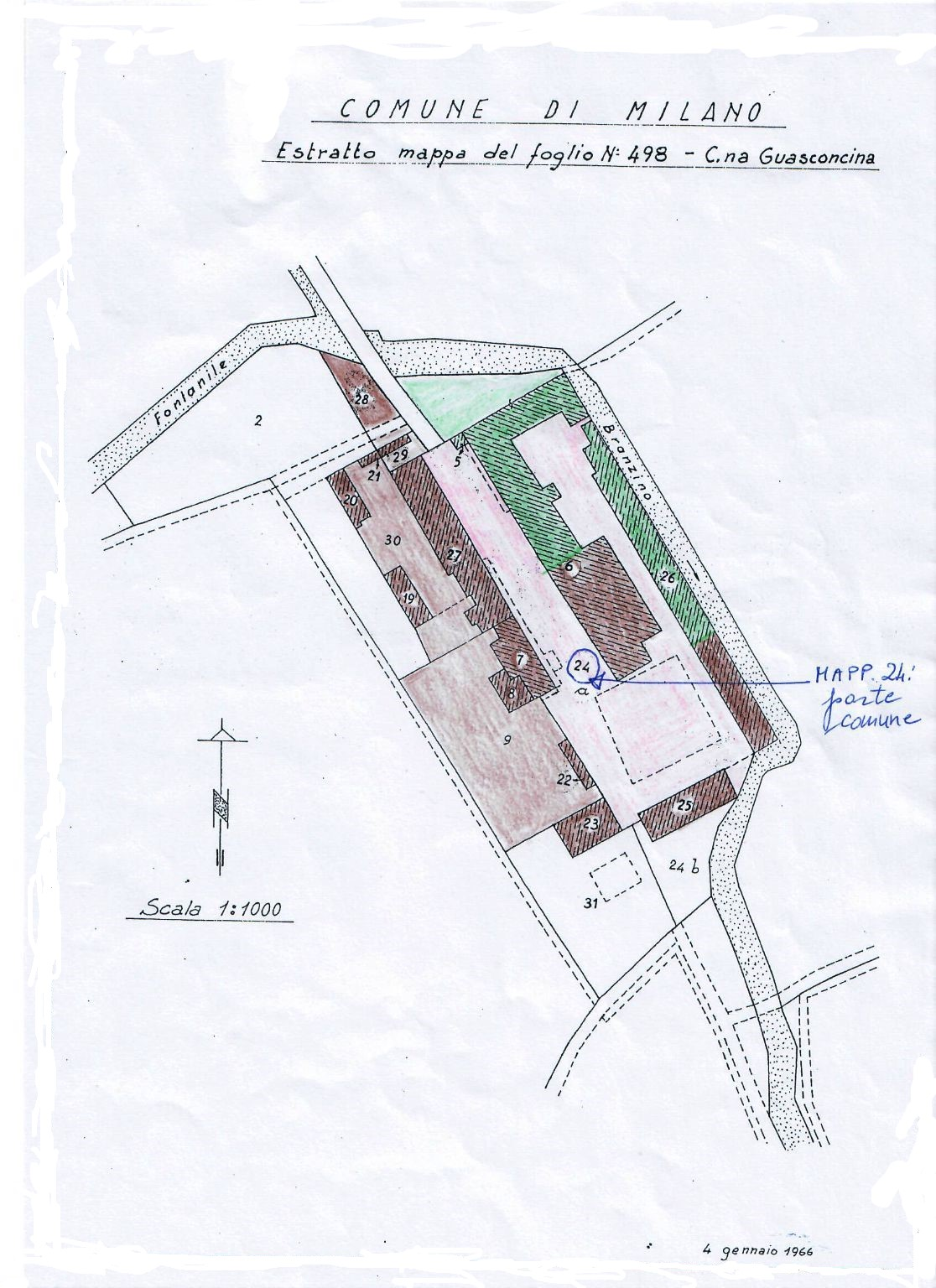
La Cascina Guasconcina nel 1966
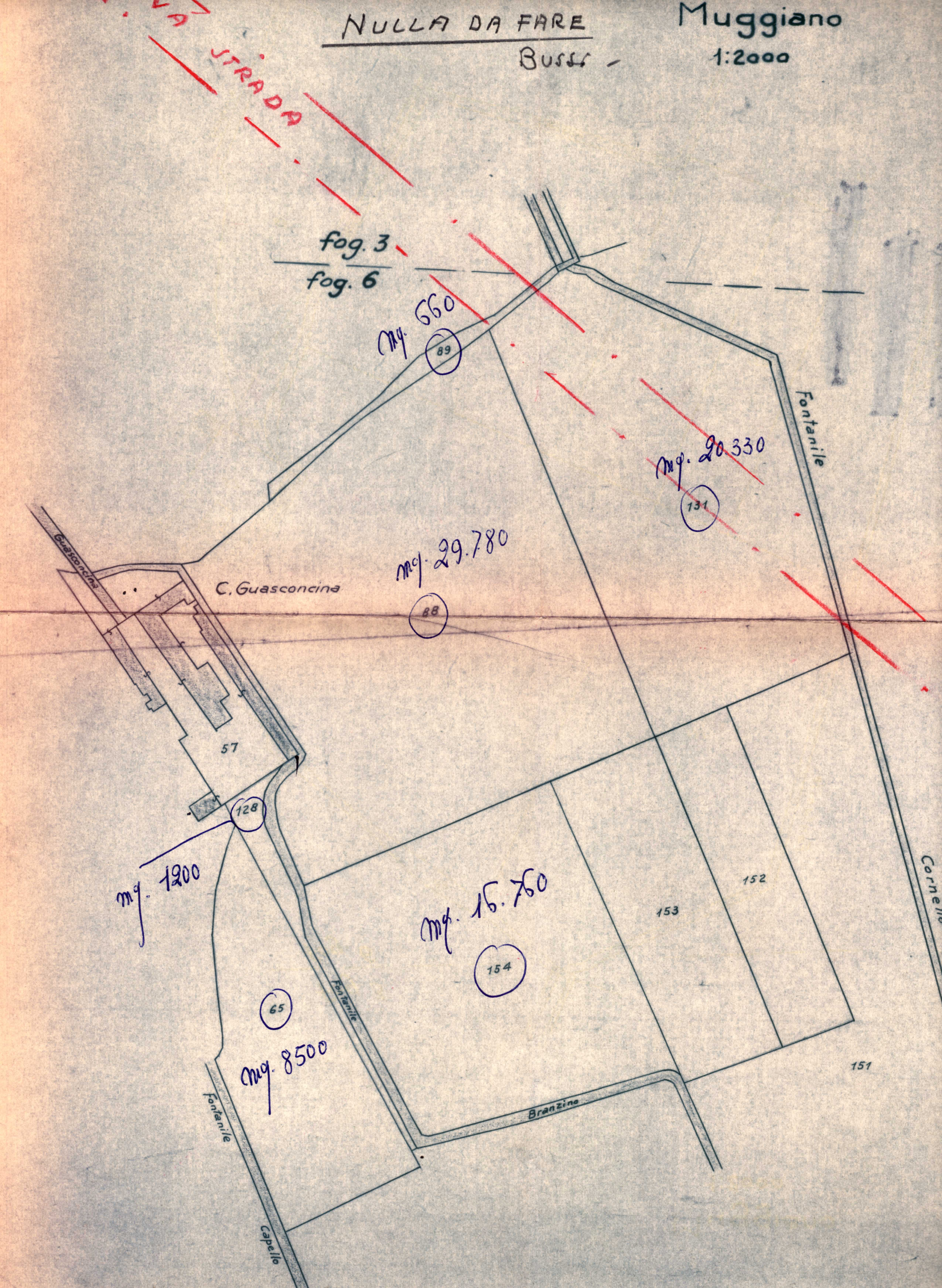
La Cascina Guasconcina con i terreni facenti parte della tenuta nel 1960 circa
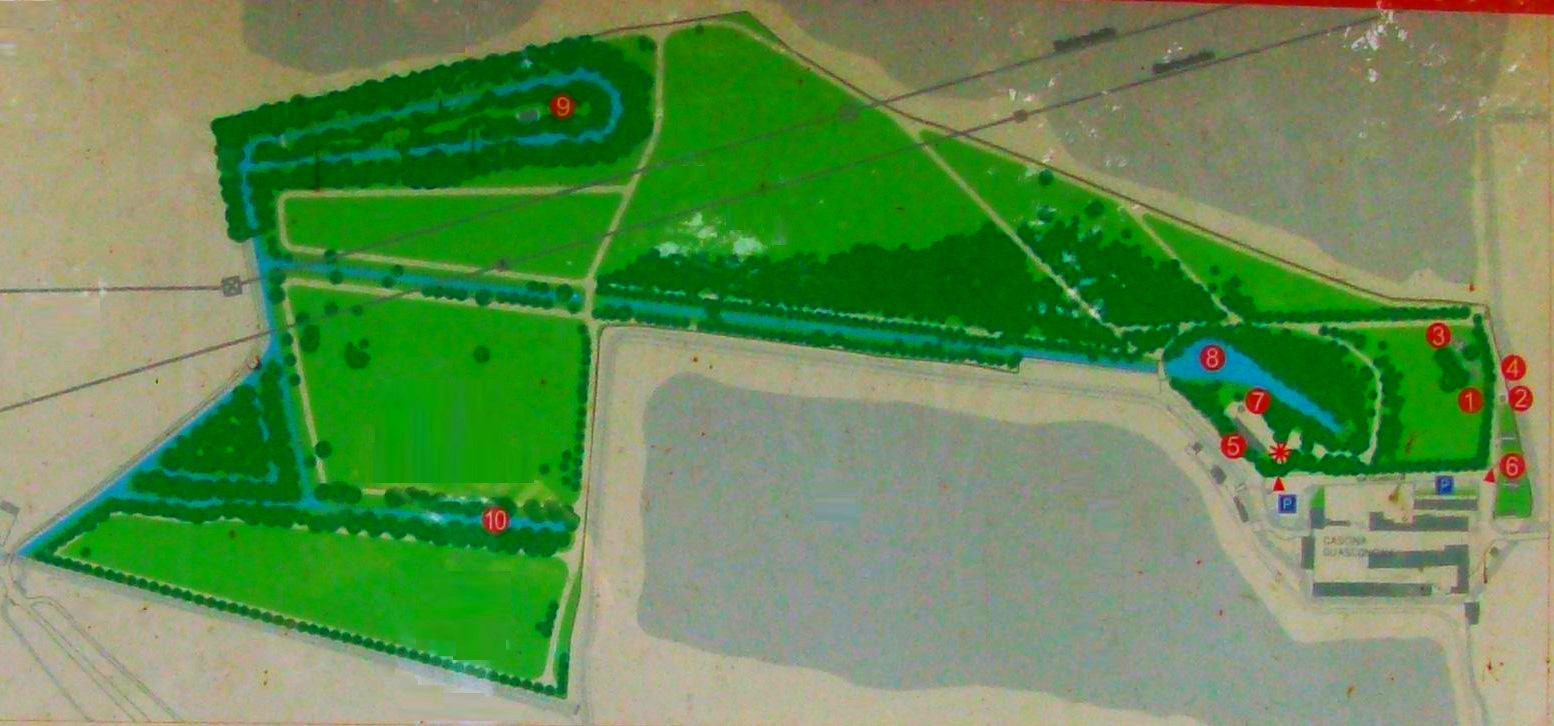
Il Parco della Cava di Muggiano, una parte del Lago dei Cigni e la Cascina Guasconcina
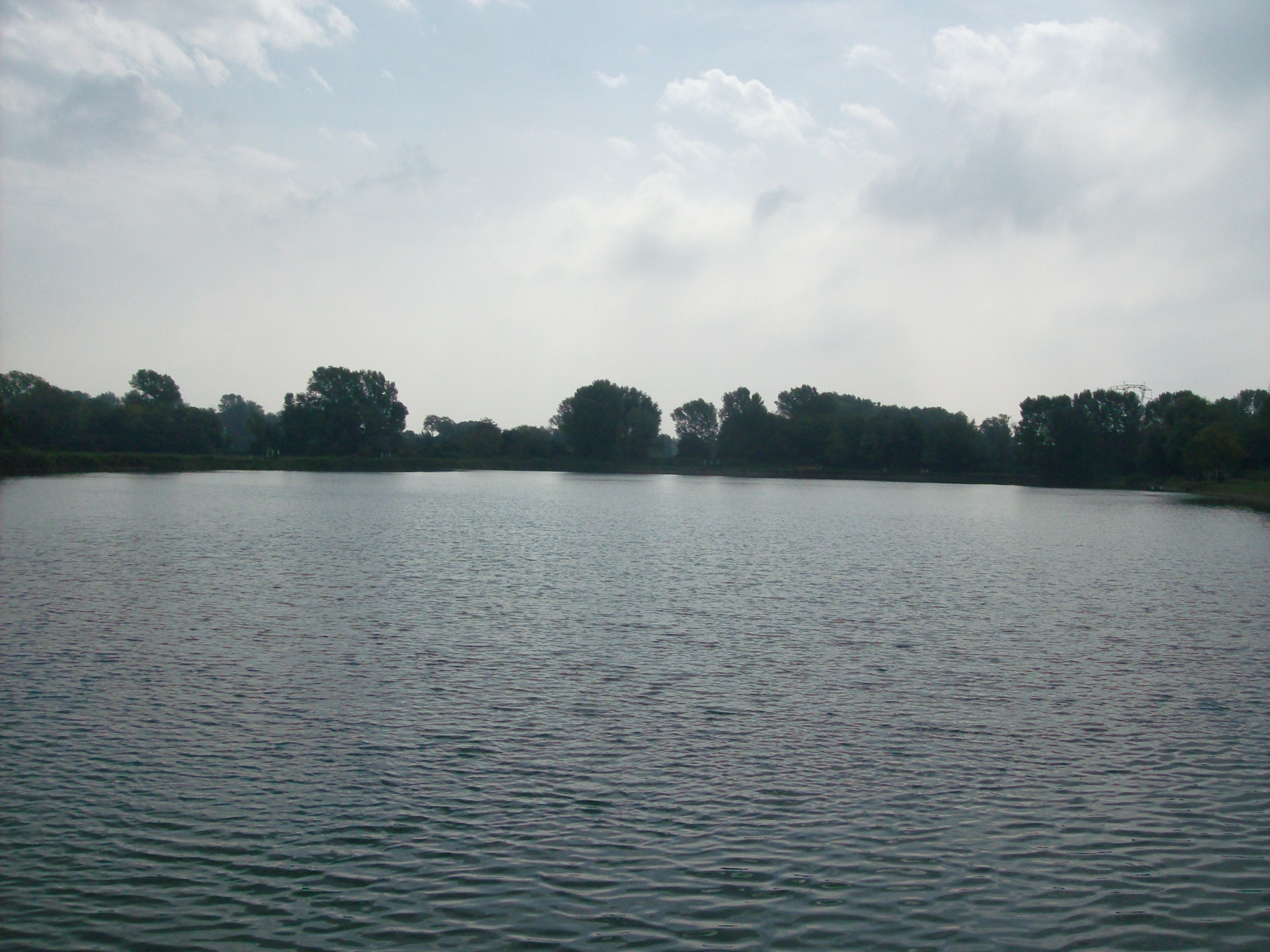
Il Lago dei Cigni
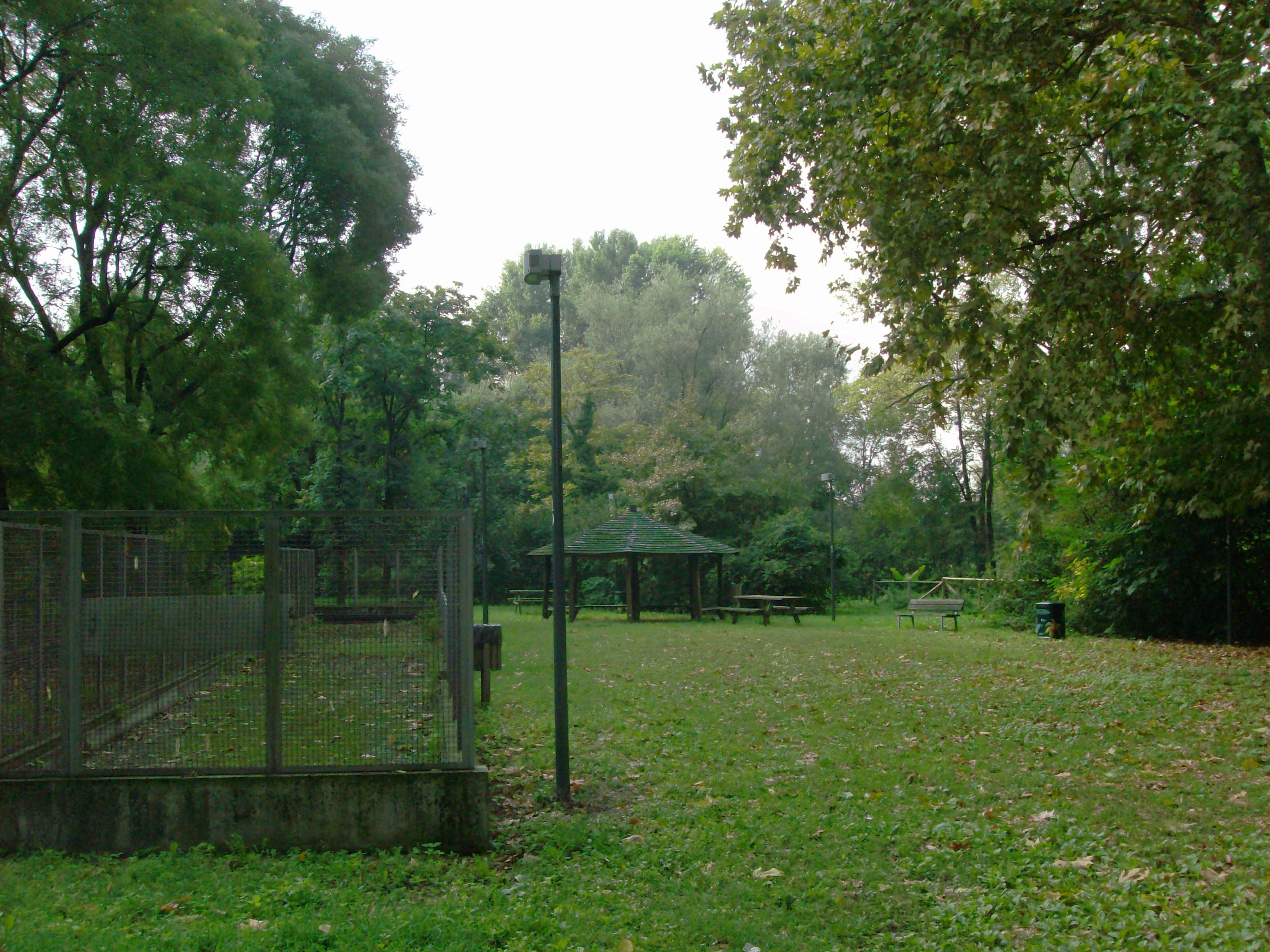
Il Parco della Cava di Muggiano

## Cronaca nera
Il 4 aprile 1980 Francesco Chiara, un bambino di 2 anni e mezzo figlio di immigrati calabresi che abitavano nella Cascina Guasconcina, moriva annegato nel fontanile Branzino. Il corpo veniva trovato dal padre il giorno dopo nel suddetto fontanile, sotto la finestra del bagno della Cascina Guasconcina. Il 4 febbraio 1981, sempre nella suddetta cascina, il padre del piccolo, Domenico Chiara, sparava un colpo di pistola alla moglie e poi, con la stessa arma, si suicidava. La moglie veniva ferita allo stomaco e alla spalla sinistra.
Il 13 maggio 1980, alle ore 6:30, dietro alla Cascina Guascona, veniva giustiziato, con un colpo di pistola alla nuca, il pregiudicato Giuseppe Schepis. Si trattava di un'esecuzione di stampo mafioso, della quale è sempre rimasto oscuro il movente. Il corpo, abbandonato con il viso su un mucchio di letame,  veniva trovato un'ora dopo il delitto da un contadino della Cascina Guascona.

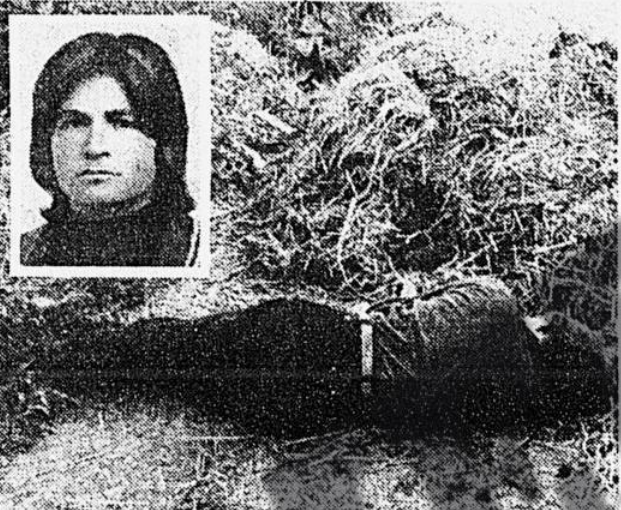
Giuseppe Schepis
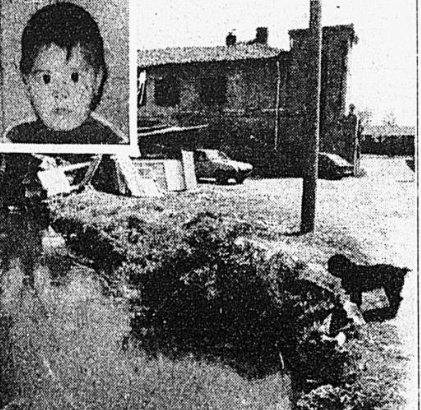
Francesco Chiara e il punto dove fu visto l'ultima volta, davanti alla Cascina Guasconcina
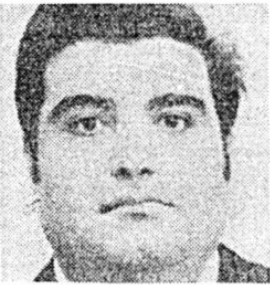
Domenico Chiara

## Galleria d'immagini
| - La Cascina Guascona vista da via Martirano - Portale Cascina Guascona Muggiano - Cascina Guascona esterno - Cascina Guascona cortile - Cascina Guascona cortile - Cascina Guascona stalle - Cascina Guascona portico - Cascina Guascona cortile visto dal portico - Cascina Guascona statua Madonna - Cascina Guascona campi - Cascina Guasconcina interno - Cascina Guasconcina stalle - Cascina Guasconcina fienile - Cascina Guasconcina fienile - Cascina Guasconcina sarcofago romano |